# 喀布尔

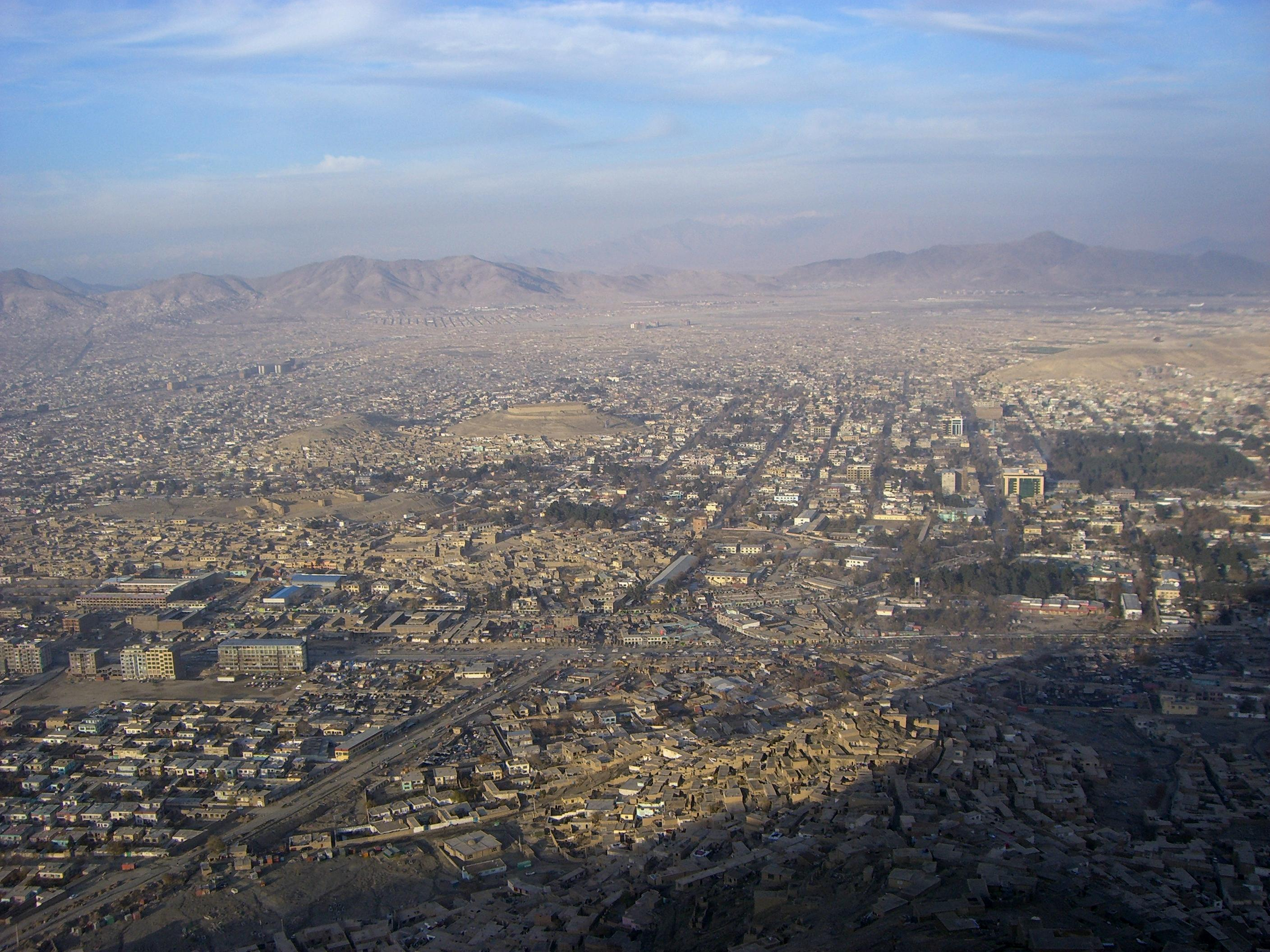

喀布尔（中國古稱高附），是阿富汗的首都，喀布尔省首府和阿富汗的最大城市。它是一座有3000多年历史的名城，1773年以后成为阿富汗首都。「喀布尔」在信德语中是“贸易中枢”的意思。2020年，喀布尔城市总人口达到4,222,000人。也是世界上发展第五快的城市。

## 歷史

### 古代
喀布尔有3500年的历史，古代很多帝国都为了争夺这块战略要地而长时间地战争，因为喀布尔是连接中亚和南亚的贸易必经之路。中國史书《漢書》中記載的「高附」就是喀布爾。

### 内战与塔利班时期

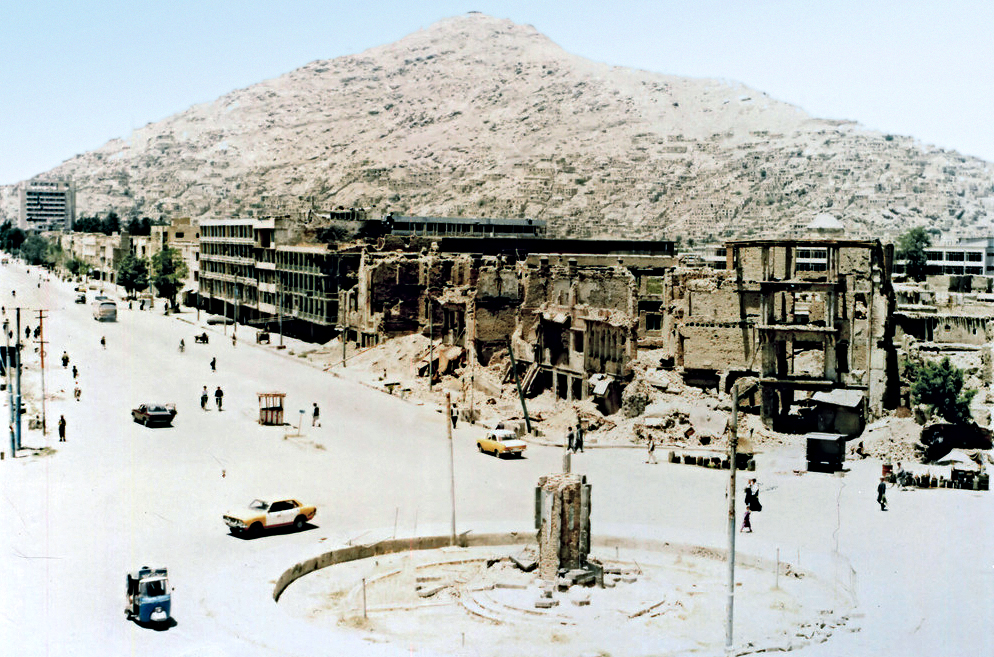
1993年内战期间的喀布尔。

1992年4月纳吉布拉政府倒台后，不同圣战者派系的领导人进入该市，并根据《白沙瓦协议》组建政府，但是古勒卜丁·希克马蒂亚尔的政党拒绝签署协议，并开始炮击该市争夺权力，並很快升级为全面冲突。这标志着喀布尔黑暗时期的开始，至少有3万名平民在这个被当地人称为“喀布尔战争”的时期被杀害。  到1996年，该市约80%的地区已被破坏和摧毁，老城和西部地区是重灾区之一。 纽约时报的一位分析师於1996年表示，和正處於波斯尼亚战争的塞拉耶佛相比，喀布尔受到损害还要更加严重。
1992年夏天，对立民兵之间的轰炸加剧，使喀布尔遭受重创。由於该市的地理位置在一个狭窄的山谷中，使其很容易成为驻扎在周围山区的民兵发射的火箭弹的目标。最初这个城市的派系联合与希克马蒂亚尔的部队相抗衡，但由于内部冲突，这个联合便迅速瓦解。在两年时间里，喀布尔大部分基础设施被摧毁，大量人口流向农村或国外，水电完全中断。 1994年底，民兵暫停对喀布尔的轰炸， 使得城市短暂恢复法律和秩序。法院再次开始运作，对政府军内部犯罪的个人进行定罪。
1996年9月26日，塔利班准备大举进攻，政府军事领导人艾哈迈德·沙阿·马苏德下令从喀布尔全面撤退，并向北逃去。第二天，塔利班占领喀布尔，建立了阿富汗伊斯兰酋长国。他们实行严格的伊斯兰教法，限制妇女参加工作和接受教育 ，砍断普通小偷的手脚，而臭名昭著的“促进善恶事业部”的打手小组负责监视公开殴打人民。 在强硬的塔利班政权期间，喀布尔是一个被遗弃的城市，许多居民长期离开，大多数基础设施遭到破坏，几乎没有任何教育或公共服务。

### 21世纪

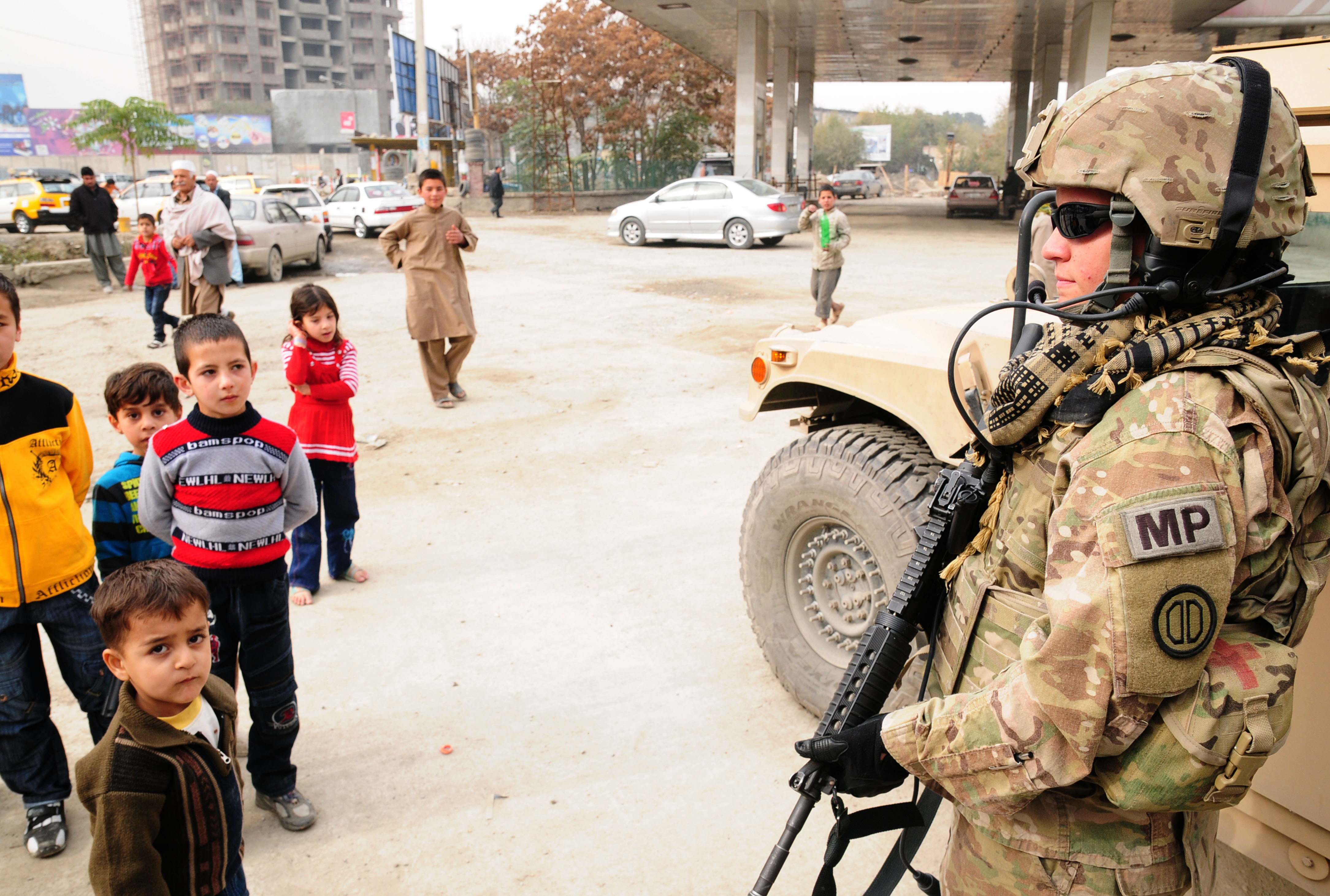
一名美国憲兵与孩子们站在一起（2011年）

2001年11月，塔利班在美国入侵之后撤出喀布尔，随后北方联盟便占领了这座城市。 一个月后，由哈米德·卡尔扎伊总统领导的新政府开始运作。 与此同时，北约领导的驻阿富汗国际维和部队（ISAF）开始部署在阿富汗。 许多外籍阿富汗人回国后，这座饱受战争蹂躏的城市开始了一些积极的发展。 全市人口从2001年的50万左右增加到近年来的300多万。 许多外国使馆也重新开放，城市从此一直在复苏。
截至2014年，阿富汗国家安全部队（ANSF）负责城市内外的安全工作。 喀布尔经常受到来自塔利班、哈卡尼网络，伊斯兰国和其他反国家集团进行的致命爆炸事件攻击。 政府雇员，士兵和普通平民都成为袭击的目标。 阿富汗政府称恐怖组织所犯下的罪行已经属于战争罪的行为。 2017年5月，该市发生了最致命的卡车爆炸事件，超过九十人死亡。
这个城市经历了迅速的城市化，人口不断增长，许多非正式住区已经建成。 自二十世纪二十年代后期以来，该市已经有了许多配有门控和保全的现代化住房建筑群，以服务于不断增长的阿富汗中产阶级。
现在，喀布尔正在进行一个名为“喀布尔新城”的大型计划，耗资800亿美元，旨在发展喀布尔北部（18区和19区）和帕尔旺省巴格拉姆地区1,700英亩土地上，建造大型现代乡镇住房和企业。 该计划于2007年首先形成概念，并于2009年获得批准。经过日本政府多年的规划和协助，2015年开始建设。
在2021年8月的塔利班攻勢中，喀布爾再次被塔利班攻陷。

## 經濟
喀布尔的主要产品有：鲜果、干果、饮料、阿富汗地毯、羊毛制品、家具、古董纺织品和服装。1978年开始的阿富汗战争严重影响了喀布尔的经济发展，直到卡尔扎伊政权在2001年建立后，喀布尔的经济取得了一定的进步。
喀布尔交通便利，有公路连接喀布尔省各地和全国大部分省份。市内有食品供应、毛纺、家具制造、铸造及大理石加工业等。

## 地理环境与气候

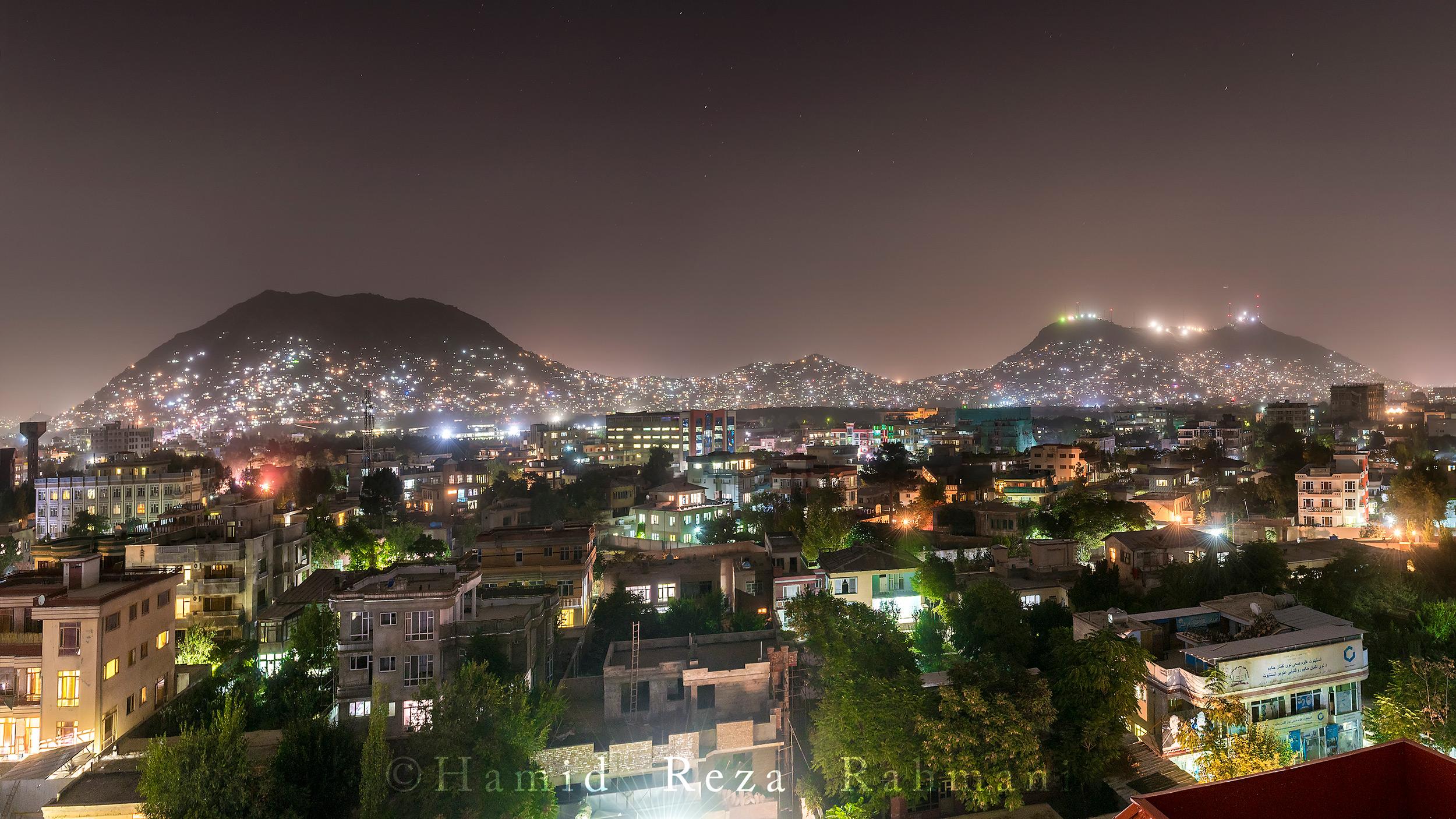
在2016年喀布尔的夜景

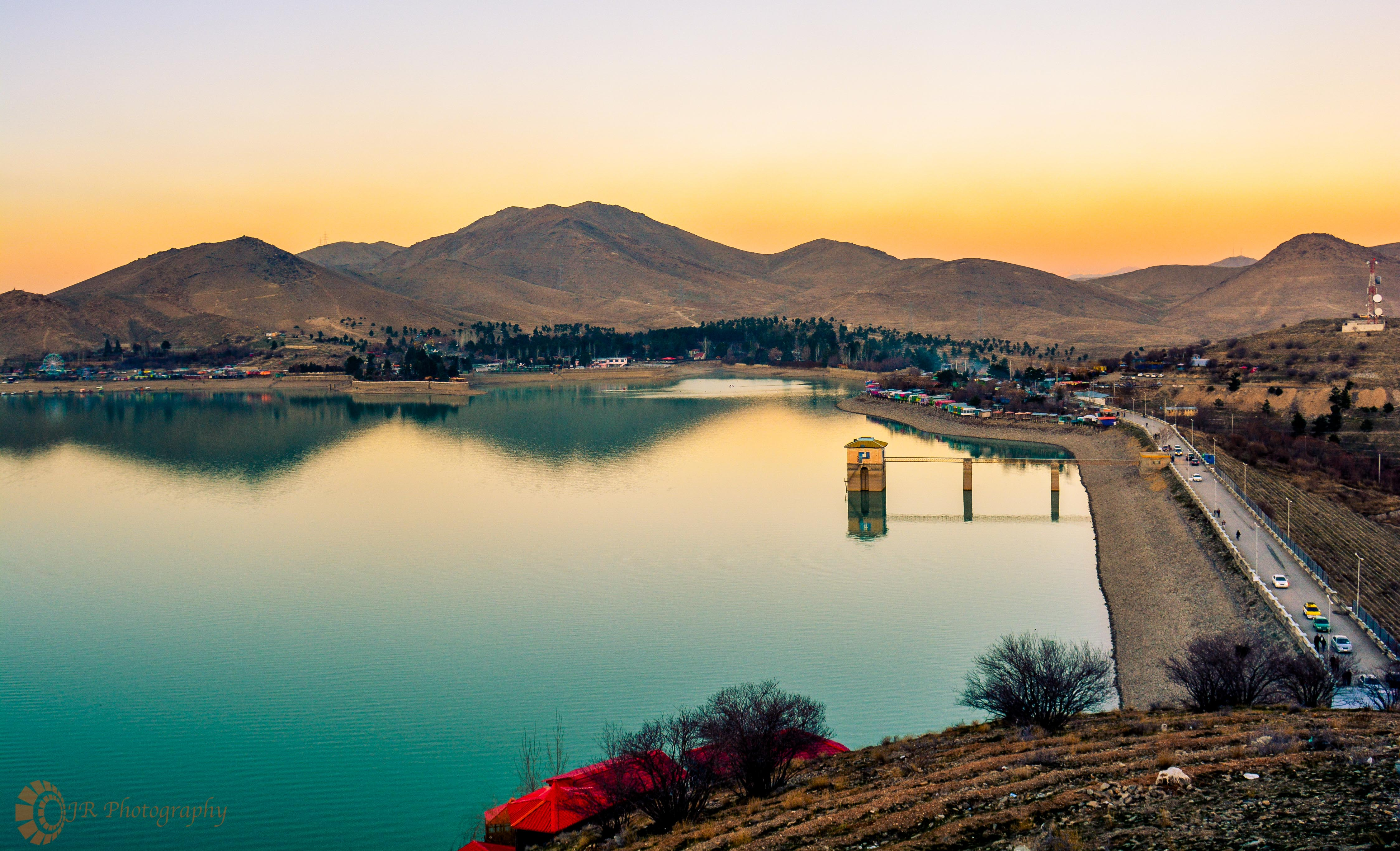
卡尔加湖

喀布尔位于阿富汗东部，兴都库什山南麓、海拔1,791（5,876英尺）的谷地上，地势险要，周围群山峻岭呈U字形环抱。 城市面积为1,023平方（395平方英里），是目前国内规模最大的城市。喀布尔河从市中心流过，将喀布尔市一分为二，南岸为旧城，北岸为新城。新城比较繁华，商业区、皇宫、官邸及高级住宅大多集中在此，市内多宫殿，较为著名的有古尔罕纳宫、迪尔库沙宫、萨拉达特宫、蔷薇宫以及达尔阿曼宫等。达尔阿曼宫是议会场所与政府部门所在地。喀布尔市中心的梅旺德大街矗立着绿色的梅旺德纪念碑，纪念碑四周有四尊大炮。
城市周围的山坡上，石山上、古塔、古墓、古堡以及伊斯兰教堂、寺庙比比皆是。著名的有沙希杜沙姆施拉寺、巴卑尔陵墓、国王穆罕默德·迪纳尔·沙阿陵墓、国家博物馆、考古博物馆等。城南的“扎赫”祠是伊斯兰顶式建筑物，是伊斯兰教什叶派创始人阿里的住处。离祠约30到40米处有一巨石，中央裂开一条长约两米、宽约一米的大缝，传说是阿里剑劈巨石留下的圣迹。
在城市周围，有许多湖泊及湿地，其中一个大型的湖泊和湿地位于一个名为“Kol-e Hashmat Khan”的古城的东南方。这个沼泽为数千只在印度次大陆和西伯利亚之间飞行的鸟类提供了一个重要的休息场所，于是在 2017年，当地政府宣布该湖为保护区。 在这个湖上，可以发现一些稀有的鸟类，如白肩雕和卷羽鹈鹕。 喀布尔的另一个大湖是卡尔加湖，位于中心西北约9公里处，是当地人和外国人的主要旅游景点。
喀布尔属于寒冷半干旱气候（柯本气候分类BSk），降水主要集中在冬季（降雪）和春季。由于该市位于高海拔地区，故与西南亚的大部分地区相比，喀布尔气温相对较低。春季是喀布尔一年中最潮湿的时期，虽然气温一般都很平和；夏季的湿度则非常低，缓解了炎热；秋季的特点是温暖的下午和凉爽的夜晚；冬季寒冷，1月日平均温度为−2.3 °C（27.9 °F）。一年四季中喀布尔阳光都很充足，但其年平均气温为12.1 °C（53.8 °F），远低于阿富汗其他大城市。
| 喀布尔 (1956–1983)  | 喀布尔 (1956–1983) | 喀布尔 (1956–1983) | 喀布尔 (1956–1983) | 喀布尔 (1956–1983) | 喀布尔 (1956–1983) | 喀布尔 (1956–1983) | 喀布尔 (1956–1983) | 喀布尔 (1956–1983) | 喀布尔 (1956–1983) | 喀布尔 (1956–1983) | 喀布尔 (1956–1983) | 喀布尔 (1956–1983) | 喀布尔 (1956–1983) |
| 月份                | 1月                | 2月                | 3月                | 4月                | 5月                | 6月                | 7月                | 8月                | 9月                | 10月               | 11月               | 12月               | 全年               |
| ------------------- | ------------------ | ------------------ | ------------------ | ------------------ | ------------------ | ------------------ | ------------------ | ------------------ | ------------------ | ------------------ | ------------------ | ------------------ | ------------------ |
| 历史最高温 °C（°F） | 18.8 (65.8)        | 18.4 (65.1)        | 26.7 (80.1)        | 28.7 (83.7)        | 33.5 (92.3)        | 36.8 (98.2)        | 37.7 (99.9)        | 37.3 (99.1)        | 35.1 (95.2)        | 31.6 (88.9)        | 24.4 (75.9)        | 20.4 (68.7)        | 37.7 (99.9)        |
| 平均高温 °C（°F）   | 4.5 (40.1)         | 5.5 (41.9)         | 12.5 (54.5)        | 19.2 (66.6)        | 24.4 (75.9)        | 30.2 (86.4)        | 32.1 (89.8)        | 32.0 (89.6)        | 28.5 (83.3)        | 22.4 (72.3)        | 15.0 (59.0)        | 8.3 (46.9)         | 19.5 (67.1)        |
| 日均气温 °C（°F）   | −2.3 (27.9)        | −0.7 (30.7)        | 6.3 (43.3)         | 12.8 (55.0)        | 17.3 (63.1)        | 22.8 (73.0)        | 25.0 (77.0)        | 24.1 (75.4)        | 19.7 (67.5)        | 13.1 (55.6)        | 5.9 (42.6)         | 0.6 (33.1)         | 12.1 (53.8)        |
| 平均低温 °C（°F）   | −7.1 (19.2)        | −5.7 (21.7)        | 0.7 (33.3)         | 6.0 (42.8)         | 8.8 (47.8)         | 12.4 (54.3)        | 15.3 (59.5)        | 14.3 (57.7)        | 9.4 (48.9)         | 3.9 (39.0)         | −1.2 (29.8)        | −4.7 (23.5)        | 4.3 (39.7)         |
| 历史最低温 °C（°F） | −25.5 (−13.9)      | −24.8 (−12.6)      | −12.6 (9.3)        | −2.1 (28.2)        | 0.4 (32.7)         | 3.1 (37.6)         | 7.5 (45.5)         | 6.0 (42.8)         | 1.0 (33.8)         | −3.0 (26.6)        | −9.4 (15.1)        | −18.9 (−2.0)       | −25.5 (−13.9)      |
| 平均降水量 mm（）   | 34.3 (1.35)        | 60.1 (2.37)        | 67.9 (2.67)        | 71.9 (2.83)        | 23.4 (0.92)        | 1.0 (0.04)         | 6.2 (0.24)         | 1.6 (0.06)         | 1.7 (0.07)         | 3.7 (0.15)         | 18.6 (0.73)        | 21.6 (0.85)        | 312.0 (12.28)      |
| 平均降雨天数        | 2                  | 3                  | 10                 | 11                 | 8                  | 1                  | 2                  | 1                  | 1                  | 2                  | 4                  | 3                  | 48                 |
| 平均降雪天数        | 7                  | 6                  | 3                  | 0                  | 0                  | 0                  | 0                  | 0                  | 0                  | 0                  | 0                  | 4                  | 20                 |
| 平均相對濕度（％）  | 68                 | 70                 | 65                 | 61                 | 48                 | 36                 | 37                 | 38                 | 39                 | 42                 | 52                 | 63                 | 52                 |
| 月均日照時數        | 177.2              | 178.6              | 204.5              | 232.5              | 310.3              | 353.4              | 356.8              | 339.7              | 303.9              | 282.6              | 253.2              | 182.4              | 3,175.1            |
| 来源：NOAA          |                    |                    |                    |                    |                    |                    |                    |                    |                    |                    |                    |                    |                    |

## 政局
该地政局近年来并不稳定，多次发生恐怖组织攻击事件。

### 2016年7月
- 2016年7月喀布爾爆炸襲擊

### 2017年5月
- 2017年5月喀布爾襲擊

### 2018年1月
- 2018年喀布爾洲際酒店襲擊事件（英语：2018 Inter-Continental Hotel Kabul attack）

- 2018年喀布爾救護車自殺式爆炸襲擊事件

### 2019年7月
- 2019年喀布爾大學爆炸事件（英语：2019 Kabul University bombing）[34]

- 2019年喀布爾攻擊事件（英语：1 July 2019 Kabul attack）

### 2019年8月
- 2019年阿富汗喀布尔汽车炸弹事件[35]

### 2019年9月
- 美驻阿富汗喀布尔大使馆爆炸事件[36]

- 2019年9月喀布爾炸彈案（英语：2_and_5_September_2019_Kabul_bombings）

### 2020年3月
- 2020年阿富汗喀布尔袭击事件[37]

### 2020年11月
- 2020年喀布爾大學襲擊事件

### 2021年8月
- 塔利班攻佔喀布爾

- 2021年喀布爾機場襲擊事件

### 2022年12月
- 喀布尔桂园酒店枪击案

## 延伸閲讀
- Adamec, Ludwig W. . Scarecrow Press. 2012. ISBN 9780810878150.
- . The Canadian Press. 2007-10-14  [2020-02-11]. （原始内容存档于2008-10-11）.
- Hill, John E. (2009). Through the Jade Gate to Rome: A Study of the Silk Routes during the Later Han Dynasty, 1st to 2nd Centuries CE. Charleston, South Carolina: BookSurge. ISBN 978-1-4392-2134-1.
- Romano, Amy. . The Rosen Publishing Group. 2003. ISBN 9780823938636.
- Tang, Alisa. . The Boston Globe. Associated Press. 2008-01-21.

## 外部連結
- People of Kabul – report by Radio France Internationale in English（页面存档备份，存于）